# Паученко, Иван Тимофеевич
Иван Тимофеевич Паученко (? — ?) — александрийский городской голова.

## Биография
Александрийский купец, торговый депутат.
В 1871 году избран гласным Александрийской городской думы и членом городской управы.
В 1879 году избран александрийским городским головой. За годы его правления в городе построены: Покровская церковь, женская прогимназия, два начальных училища, приют для неимущих и калек, здания для городской управы и сиротского суда, а также казармы для трёх батарей 34-й артиллерийской бригады. В 1886 году основал Александрийскую общественную библиотеку.

## Членство
- Председатель Комиссии по заведованию приютом.
- Учредитель и почётный член общественной библиотеки.
- Почётный блюститель приходского училища.
- Член-казначей Александрийской женской прогимназии.